# Eosentomon actitum
Eosentomon actitum är en urinsektsart som beskrevs av Zhang 1983. Eosentomon actitum ingår i släktet Eosentomon och familjen trakétrevfotingar. Inga underarter finns listade i Catalogue of Life.